# Plecopterodes heterochroa
Plecopterodes heterochroa là một loài bướm đêm trong họ Noctuidae.